# 728 до н. е.

## Події
Цар Куша Піанхі захопив Фіви та встановив там владу XXV династії фараонів. За підтримки жрецтва Амона Піанхі почав просування на північ Єгипту.

### Астрономічні явища
- 22 січня. Часткове сонячне затемнення.[1]
- 17 липня. Часткове сонячне затемнення.[1]
- 16 серпня. Часткове сонячне затемнення.[1]